# Nicko McBrain
Michael Henry »Nicko« McBrain, angleški bobnar, * 5. junij 1952, Hackney, London, Anglija.
Igra v heavy metal skupini Iron Maiden. Skupini se je pridružil leta 1982, ko je zamenjal prejšnjega bobnarja Clivea Burra in z njimi leta 1983 posnel album Piece of Mind.